# Stranda
1 = 100px]]lon_deglat_seclon_seclon_mincountrylat_deglat_min
Stranda je občina v administrativni regiji Møre og Romsdal na Norveškem.
1. ↑  »Forskrift om målvedtak i kommunar og fylkeskommunar« (v norveščini). Lovdata.no.